# Международный союз лесных исследовательских организаций
Международный союз лесных исследовательских организаций (ИЮФРО, Международный союз леса, International Union of Forest Research Organizations — IUFRO) — некоммерческое неправительственное международное научное объединение, занимающееся исследованиями в области лесоводства, лесозаготовок, переработки древесины, лесного хозяйства, экономики лесного комплекса и ряде других смежных областей. Основан в 1892 году. ИЮФРО — член Международного совета научных союзов.

## История ИЮФРО
Союз был основан 17 августа 1892 года в г. Эберсвальде (Германия) как «International Union of Forest Experiment Stations» тремя членами-основателями: Association of German Forest Experiment Stations и двумя экспериментальными станциями Австрии и Швейцарии. После Первой мировой войны название изменилось на «International Union of Forestry Research Organizations», а с 2000 — на «International Union of Forest Research Organizations».

## Структура ИЮФРО
Союз объединяет несколько сотен организаций (более 700) из более чем 100 стран мира. Россия стала членом Союза с 1903 года (приглашена в 1896), когда на конгрессе в Вене профессор Г. Ф. Морозов (1867—1920) был избран членом его Административного комитета. Работа проходит в 8 отделениях:
- Лесоводство
- Физиология и генетика
- Лесохозяйственная деятельность и технологии
- Инвентаризация, выращивание леса и лесохозяйственные науки
- Лесная продукция
- Социальные, экономические, информационные и практические исследования
- Состояние лесов
- Лесная экология

## Конгрессы ИЮФРО
Каждые пять лет проводятся международные конгрессы ИЮФРО
| Конгресс | Год  | Место проведения |
| -------- | ---- | ---------------- |
| I        | 1893 | Вена             |
| II       | 1897 | Брауншвейг       |
| III      | 1900 | Цюрих            |
| IV       | 1903 | Вена             |
| V        | 1906 | Штутгарт         |
| VI       | 1910 | Брюссель         |
| VII      | 1929 | Стокгольм        |
| VIII     | 1932 | Нанси            |
| IX       | 1936 | Будапешт         |
| X        | 1948 | Цюрих            |
| XI       | 1953 | Рим              |
| XII      | 1956 | Оксфорд          |
| XIII     | 1961 | Вена             |
| XIV      | 1967 | Мюнхен           |
| XV       | 1971 | Гейнсвилл        |
| XVI      | 1976 | Осло             |
| XVII     | 1981 | Киото            |
| XVIII    | 1986 | Любляна          |
| XIX      | 1990 | Монреаль         |
| XX       | 1995 | Тампере          |
| XXI      | 2000 | Куала-Лумпур     |
| XXII     | 2005 | Брисбен          |
| XXIII    | 2010 | Сеул             |
| XXIV     | 2014 | Солт-Лейк-Сити   |

## Издания ИЮФРО
Ежемесячно на английском языке издаётся информационное издание:
- «Новости ИЮФРО» (IUFRO News)[9]

## Ассоциация российских организаций — членов ИЮФРО
Представители России объединены в Ассоциацию российских организаций — членов ИЮФРО:
- Институт леса имени В. Н. Сукачёва СО РАН
- Всероссийский научно-исследовательский институт лесоводства и механизации лесного хозяйства (ВНИИЛМ)
- Московский государственный университет леса (МГУЛ)
- Всероссийский институт повышения квалификации руководящих работников и специалистов лесного хозяйства (ВИПКЛХ)
- Всероссийский научно-исследовательский информационный центр по лесным ресурсам (ВНИИЦлесресурс)
- Научно-исследовательский институт лесной генетики и селекции (НИИЛГиС)
- Санкт-Петербургская государственная лесотехническая академия им. С. М. Кирова (СПбГЛТА)
- Санкт-Петербургский научно-исследовательский институт лесного хозяйства (СПбНИИЛХ)
- Поволжский государственный технологический университет (Мар. ГТУ, ПГТУ)
- Представительство МСОП (IUCN) — Всемирного Союза Охраны Природы для стран СНГ
- Сибирский государственный технологический университет (Сиб. ГТУ)
- Уральский государственный лесотехнический университет (УГЛТУ)
- НПСА «Здоровый лес»
- Биолого-почвенный институт ДВО РАН
- Лесоинженерный факультет Петрозаводского государственного университета